# NGC 7336
NGC 7336 је спирална галаксија у сазвежђу Пегаз која се налази на NGC листи објеката дубоког неба.
Деклинација објекта је + 34° 28' 56" а ректасцензија 22h 37m 21,9s. Привидна величина (магнитуда) објекта NGC 7336 износи 14,6 а фотографска магнитуда 15,4. NGC 7336 је још познат и под ознакама MCG 6-49-49, NPM1G +34.0450, PGC 69337.